# سیتنیکوو
سیتنیکوو (به لاتین: Sitnikovo) یک منطقهٔ مسکونی در روسیه است که در سرزمین آلتای واقع شده‌است.